# بونغا (أستورياس)
بلدية بونغا (بالإسبانية: Ponga) هي بلدية تقع في منطقة أستورياس شمال غرب إسبانيا.

## الديموغرافيا
بلغ عدد سكان بلدية بونغا 688 نسمة عام 2011 (وفقاً للمعهد الوطني للإحصاء الإسباني).
| 788 | 774 | 728 | 699 | 686 | 684 | 688 |